# Französische Rugby-Union-Meisterschaft 1975/76
Die Saison 1975/76 war die 77. Austragung der französischen Rugby-Union-Meisterschaft (französisch Championnat de France de rugby à XV). Sie umfasste 80 Mannschaften in der ersten Division (heutige Top 14), bestehend aus zwei Stärkeklassen.
Die Meisterschaft begann mit der Gruppenphase, bei der in fünf Gruppen je acht Mannschaften gegeneinander antraten. Jeweils die Erst- bis Fünftplatzierten qualifizierten sich für die Finalphase; die Siebt- und Achtplatzierten mussten in der folgenden Saison in der unteren Stärkeklasse spielen. Auch die untere Stärkeklasse bestand aus fünf Gruppen mit je acht Mannschaften. In dieser qualifizierten sich die Gruppensieger sowie die zwei besten Zweitplatzierten ebenfalls für die Finalphase, während neun Mannschaften in die zweite Division absteigen mussten. Es folgten Sechzehntel-, Achtel-, Viertel- und Halbfinale. Im Endspiel, das am 23. Mai 1976 im Parc des Princes in Paris stattfand, trafen die zwei Halbfinalsieger aufeinander und spielten um den Bouclier de Brennus. Dabei setzte sich die SU Agen gegen die AS Béziers durch und errang zum sechsten Mal den Meistertitel.

## Gruppenphase
|    | Team                | Siege | Unent. | Ndlg. | Spiel- punkte | Diff. | Tabellen- punkte |
| -- | ------------------- | ----- | ------ | ----- | ------------- | ----- | ---------------- |
| 1. | AS Béziers          | 12    | 1      | 1     | 437:117       | + 320 | 25               |
| 2. | Valence Sportif     | 7     | 0      | 7     | 144:181       | − 37  | 14               |
| 3. | USA Perpignan       | 6     | 2      | 6     | 227:115       | + 112 | 14               |
| 4. | Stade Toulousain    | 7     | 0      | 7     | 140:219       | − 79  | 14               |
| 5. | Stade Montchaninois | 6     | 1      | 7     | 176:265       | − 89  | 13               |
| 6. | Section Paloise     | 6     | 1      | 7     | 161:174       | − 13  | 13               |
| 7. | Stade Lavelanétien  | 5     | 0      | 9     | 136:231       | − 95  | 10               |
| 8. | SC Tulle            | 3     | 3      | 8     | 136:255       | − 119 | 9                |

|    | Team              | Siege | Unent. | Ndlg. | Spiel- punkte | Diff. | Tabellen- punkte |
| -- | ----------------- | ----- | ------ | ----- | ------------- | ----- | ---------------- |
| 1. | AS Montferrand    | 11    | 1      | 2     | 349:106       | + 243 | 23               |
| 2. | CA Brive          | 10    | 2      | 2     | 202:111       | + 91  | 22               |
| 3. | Stade Aurillacois | 8     | 1      | 5     | 206:115       | + 91  | 17               |
| 4. | CA Bègles         | 8     | 0      | 6     | 185:136       | + 49  | 16               |
| 5. | Stade Rochelais   | 5     | 3      | 6     | 114:167       | − 53  | 13               |
| 6. | Stade Montois     | 3     | 2      | 9     | 124:268       | − 144 | 8                |
| 7. | SO Chambéry       | 3     | 1      | 10    | 110:260       | − 150 | 7                |
| 8. | Saint-Girons SC   | 3     | 0      | 11    | 99:226        | − 127 | 6                |

|    | Team                      | Siege | Unent. | Ndlg. | Spiel- punkte | Diff. | Tabellen- punkte |
| -- | ------------------------- | ----- | ------ | ----- | ------------- | ----- | ---------------- |
| 1. | RC Narbonne               | 13    | 0      | 1     | 365:126       | + 239 | 26               |
| 2. | ES Avignon Saint-Saturnin | 8     | 2      | 4     | 145:138       | + 7   | 18               |
| 3. | La Voulte Sportif         | 6     | 2      | 6     | 172:175       | − 3   | 14               |
| 4. | Biarritz Olympique        | 6     | 1      | 7     | 162:177       | − 15  | 13               |
| 5. | FC Oloron                 | 5     | 2      | 7     | 141:203       | − 62  | 12               |
| 6. | Aviron Bayonnais          | 5     | 2      | 7     | 173:174       | − 1   | 12               |
| 7. | Lyon OU                   | 3     | 4      | 7     | 134:201       | − 67  | 10               |
| 8. | RC Vichy                  | 2     | 3      | 9     | 119:217       | − 98  | 7                |

|    | Team                  | Siege | Unent. | Ndlg. | Spiel- punkte | Diff. | Tabellen- punkte |
| -- | --------------------- | ----- | ------ | ----- | ------------- | ----- | ---------------- |
| 1. | US Dax                | 9     | 0      | 5     | 198:141       | + 57  | 18               |
| 2. | US Romans             | 8     | 1      | 5     | 168:108       | + 60  | 17               |
| 3. | RRC Nice              | 8     | 0      | 6     | 166:147       | + 19  | 16               |
| 4. | US Bressane           | 7     | 1      | 6     | 185:196       | − 11  | 15               |
| 5. | RC Toulon             | 6     | 1      | 7     | 199:193       | + 6   | 13               |
| 6. | Racing Club de France | 6     | 1      | 7     | 181:180       | + 1   | 13               |
| 7. | CS Bourgoin-Jallieu   | 6     | 0      | 8     | 159:204       | − 45  | 12               |
| 8. | US Marmande           | 4     | 0      | 10    | 107:194       | − 87  | 8                |

Gruppe E
|    | Team                 | Siege | Unent. | Ndlg. | Spiel- punkte | Diff. | Tabellen- punkte |
| -- | -------------------- | ----- | ------ | ----- | ------------- | ----- | ---------------- |
| 1. | SU Agen              | 11    | 0      | 3     | 305:120       | + 185 | 22               |
| 2. | FC Lourdes           | 10    | 0      | 4     | 177:124       | + 53  | 20               |
| 3. | Stade Bagnérais      | 9     | 1      | 4     | 180:132       | + 48  | 19               |
| 4. | US Montauban         | 6     | 1      | 7     | 174:155       | + 19  | 13               |
| 5. | Saint-Jean-de-Luz OR | 6     | 1      | 7     | 136:178       | − 42  | 13               |
| 6. | Stadoceste Tarbais   | 5     | 2      | 7     | 154:172       | − 18  | 12               |
| 7. | AS Mérignac          | 5     | 1      | 8     | 178:203       | − 25  | 11               |
| 8. | CA Périgueux         | 1     | 0      | 13    | 109:329       | − 220 | 2                |

## Untere Stärkeklasse
Aus der unteren Stärkeklasse qualifizierten sich folgende Mannschaften für die Finalphase:
- Stade Beaumontois
- Cahors Rugby
- US Carcassonne
- Castres Olympique
- SC Graulhet
- CO Le Creusot
- UA Mimizan

## Finalphase

### 1/16-Finale
| Datum         | Begegnung                              | Ergebnis |
| ------------- | -------------------------------------- | -------- |
| 28. März 1976 | CA Brive – SC Graulhet                 | 28:06    |
| 28. März 1976 | Saint-Jean-de-Luz OR – Stade Bagnérais | 12:06    |
| 28. März 1976 | AS Montferrand – Stade Beaumontois     | 62:18    |
| 28. März 1976 | USA Perpignan – Biarritz Olympique     | 48:03    |
| 28. März 1976 | AS Béziers – UA Mimizan                | 37:08    |
| 28. März 1976 | US Montauban – La Voulte Sportif       | 27:06    |
| 28. März 1976 | FC Lourdes – Castres Olympique         | 15:06    |
| 28. März 1976 | Valence Sportif – Stade Rochelais      | 16:06    |
| 28. März 1976 | SU Agen – CO Le Creusot                | 23:06    |
| 28. März 1976 | RRC Nice – Section Paloise             | 07:06    |
| 28. März 1976 | US Romans – US Carcassonne             | 17:06    |
| 28. März 1976 | Stade Aurillacois – RC Toulon          | 11:07    |
| 28. März 1976 | RC Narbonne – Cahors Rugby             | 30:12    |
| 28. März 1976 | CA Bègles – US Bressane                | 09:09    |
| 28. März 1976 | US Dax – Stade Montchaninois           | 21:07    |
| 28. März 1976 | FC Oloron – ES Avignon Saint-Saturnin  | 13:08    |

### Achtelfinale
| Datum          | Begegnung                       | Ergebnis |
| -------------- | ------------------------------- | -------- |
| 11. April 1976 | CA Brive – Saint-Jean-de-Luz OR | 24:07    |
| 11. April 1976 | AS Montferrand – USA Perpignan  | 18:03    |
| 11. April 1976 | AS Béziers – US Montauban       | 21:07    |
| 11. April 1976 | FC Lourdes – Valence Sportif    | 21:03    |
| 11. April 1976 | SU Agen – RRC Nice              | 12:12    |
| 11. April 1976 | US Romans – Stade Aurillacois   | 18:15    |
| 11. April 1976 | RC Narbonne – CA Bègles         | 09:06    |
| 11. April 1976 | US Dax – FC Oloron              | 14:09    |

### Viertelfinale
| Datum          | Begegnung                 | Ergebnis |
| -------------- | ------------------------- | -------- |
| 25. April 1976 | CA Brive – AS Montferrand | 03:0     |
| 25. April 1976 | AS Béziers – FC Lourdes   | 29:06    |
| 25. April 1976 | SU Agen – US Romans       | 09:07    |
| 25. April 1976 | RC Narbonne – US Dax      | 20:08    |

### Halbfinale
| Datum       | Begegnung             | Ergebnis |
| ----------- | --------------------- | -------- |
| 9. Mai 1976 | CA Brive – AS Béziers | 12:21    |
| 9. Mai 1976 | SU Agen – RC Narbonne | 22:06    |

### Finale
| 23. Mai 1976 | SU Agen                                                                | 13 : 10 n. V.        | AS Béziers                                 | Parc des Princes, Paris Zuschauer: 40.300 Schiedsrichter: Michel Messan |
| 23. Mai 1976 | Versuche: Plantefol (1) Straftritte: Mazas (2) Dropgoals: Cazaubon (1) | (4:3, 10:10) Bericht | Versuche: Paco (1) Straftritte: Cabrol (2) | Parc des Princes, Paris Zuschauer: 40.300 Schiedsrichter: Michel Messan |

Aufstellungen
SU Agen:

Startaufstellung: René Bénésis, Jean-Louis Bernès, Alain Buzzighin, Christian Conte, Daniel Dubroca, Yves Fongaro, Alain Laclau, Jacques Lacroix, Serge Lassoujade, Jean-Michel Mazas, Michel Morlaas, Charles Nieucel, Alain Plantefol, Patrick Sole, Christian Viviès

Auswechselspieler: Henri Cazaubon, Gérard Guidi, Daniel Mauroux
AS Béziers:

Startaufstellung: Richard Astre, Henri Cabrol, Jack Cantoni, Claude Casamidjana, Gabriel Cosentino, Alain Estève, Alain Paco, Michel Palmié, Christian Pesteil, Jean-Pierre Pesteil, Christian Prax, Olivier Saïsset, René Séguier, Georges Senal, Armand Vaquerin

Auswechselspieler: Christian Ferrer